# Onthophagus ribbei
Onthophagus ribbei là một loài bọ cánh cứng trong họ Bọ hung (Scarabaeidae).